# ترانه به ترانه
ترانه به ترانه (به انگلیسی: Song to Song) یک فیلم موزیکال درام آمریکایی به نویسندگی و کارگردانی ترنس مالیک است. در این فیلم ستارگانی همچون رایان گاسلینگ، رونی مارا، ناتالی پورتمن، هیلی بنت، برنیس مارلو و مایکل فاسبندر ایفای نقش می‌کنند. ترانه به ترانه در تاریخ ۱۷ مارس ۲۰۱۷ توسط برود گرین پیکچرز در ایالات متحده به نمایش درآمد.